# Chloe Angelides
Chloe Angelides (Reston, 21 maggio 1992) è una cantautrice statunitense.
È nota soprattutto come autrice, avendo collaborato in tale ruolo con numerosi artisti tra cui Selena Gomez, Jason Derulo, Demi Lovato, Nicki Minaj, Ariana Grande, Jessie J, Ciara, Melanie Martinez, Pitbull, JoJo, Tinashe, Sevyn Streeter, LunchMoney Lewis, Lea Michele, Hayley Kiyoko e altri.

## Discografia
Come artista ospite
- 2013 – Survivor (Stephen Swartz feat. Chloe Angelides)
- 2014 – Sexy Beaches (Pitbull feat. Chloe Angelides)
- 2014 – White Lies (Vicetone feat. Chloe Angelides)
- 2014 – Ready for Love (Felix Cartal feat. Chloe Angelides)
- 2015 – Whip It! (LunchMoney Lewis feat. Chloe Angelides)
- 2015 – Make Up (R. City feat. Chloe Angelides)